# Xipholena lamellipennis
Xipholena lamellipennis là một loài chim trong họ Cotingidae.